# Paterno Calabro
Paterno Calabro est une commune de la province de Cosenza, dans la région de Calabre, en Italie. 

## Administration
| Période                                  | Période | Identité        | Étiquette         | Qualité |
| ---------------------------------------- | ------- | --------------- | ----------------- | ------- |
| 27 mai 2013                              |         | Lucia Papaianni | Paterno al centro |         |
| Les données manquantes sont à compléter. |         |                 |                   |         |

### Communes limitrophes
Belsito, Cosenza, Dipignano, Domanico, Figline Vegliaturo, Malito, Mangone, Marzi, Piane Crati, Santo Stefano di Rogliano